# Авл Ларций Македон (консул-суффект)
Авл Ла́рций Македо́н (лат. Aulus Larcius Macedo; умер после 124 года) — римский государственный и политический деятель, консул-суффект 124 года.

## Происхождение
Несмотря на то, что Авл Ларций носил фамилию древней патрицианской семьи, его происхождение было весьма скромным: в частности, его дед, Авл Ларций Лид, был вольноотпущенником. Дион Кассий упоминает этого Ларция Лида, который предложил Нерону один миллион сестерциев за то, чтобы тот сыграл на лире, однако император ответил отказом. По всей видимости, Лид использовал часть своего состояния, чтобы купить себе свободу во время правления этого государя.
Возможно, его дед был рабом предка ординарного консула 110 года Авла Ларция Приска. Вернер Экк пишет, что нету сомнений в том, что сенатор Авл Ларций Македон, достигший претуры, является отцом будущего консула. Македон-старший был рабовладельцем, чья жестокость привела к тому, что он погиб от рук своих рабов в ванне.

## Биография
О гражданско-политической карьере Авла Ларция мало что известно. В 119—123 годах он находился на посту легата-пропретора Галатии. Известно, что Македон активно занимался строительством дорог в этой провинции. Сохранилось, по крайней мере, 19 милевых камней с упоминанием его имени. В 124 году он занимал должность консула-суффекта вместе с Публием Дуцением Вером. 
Больше об Авле Ларции нет никаких сведений.